# دیلن نیل
دیلن نیل (انگلیسی: Dylan Neal؛ زادهٔ ۸ اکتبر ۱۹۶۹) بازیگر اهل کانادا است. وی از سال ۱۹۸۸ میلادی تاکنون مشغول فعالیت بوده است.

## گزیدهٔ آثار

### سینما
- پنجاه طیف خاکستری (۲۰۱۵)
- پرسی جکسون و المپ‌نشینان: دزد صاعقه (۲۰۱۰)
- مسافر (۲۰۱۰)

### تلویزیون
- کارآگاه خوش‌خوراک (۲۰۱۵)
- پیکان (۲۰۱۴–۲۰۱۳)
- استخوان‌ها (۲۰۱۳)
- ۹۰۲۱۰(۲۰۱۲)
- مرز جنون (۲۰۱۱)
- سی‌اس‌آی (۲۰۱۱)
- هدف انسانی (۲۰۱۰)
- اسمالویل (۲۰۱۰–۲۰۰۹)
- ماجراهای مرداک (۲۰۰۹)
- غیب‌گو (۲۰۰۸)
- جنگ در خانه (۲۰۰۶)
- سی‌اس‌آی: میامی (۲۰۰۵)
- شکارچی حرفه‌ای (۲۰۰۲)
- جسور و زیبا (۱۹۹۶–۱۹۹۴)